# Болівія (Північна Кароліна)
Болівія (англ. Bolivia) — місто (англ. town) в США, в окрузі Брансвік штату Північна Кароліна. Населення — 149 осіб (2020).

## Географія
Болівія розташована за координатами 34°4′12″ пн. ш. 78°8′51″ зх. д. / 34.07000° пн. ш. 78.14750° зх. д. (34.069926, -78.147365).  За даними Бюро перепису населення США в 2010 році місто мало площу 1,65 км², уся площа — суходіл.

## Демографія
Згідно з переписом 2010 року, у місті мешкали 143 особи в 60 домогосподарствах у складі 42 родин. Густота населення становила 87 осіб/км².  Було 77 помешкань (47/км²).
Расовий склад населення:
| - 88,8 % — білих - 8,4 % — чорних або афроамериканців |

До двох чи більше рас належало 2,8 %. Частка іспаномовних становила 0,0 % від усіх жителів.
За віковим діапазоном населення розподілялося таким чином: 21,7 % — особи молодші 18 років, 54,5 % — особи у віці 18—64 років, 23,8 % — особи у віці 65 років та старші. Медіана віку мешканця становила 46,2 року. На 100 осіб жіночої статі у місті припадало 107,2 чоловіків;  на 100 жінок у віці від 18 років та старших — 103,6 чоловіків також старших 18 років.
Середній дохід на одне домашнє господарство  становив 48 580 доларів США (медіана — 42 292), а середній дохід на одну сім'ю — 51 894 долари (медіана — 48 125). За межею бідності перебувало 0,8 % осіб, у тому числі 0,0 % дітей у віці до 18 років та 0,0 % осіб у віці 65 років та старших.
Цивільне працевлаштоване населення становило 90 осіб. Основні галузі зайнятості: роздрібна торгівля — 16,7 %, виробництво — 16,7 %, будівництво — 15,6 %.